# Лорі жовтоплечий
Лорі жовтоплечий (Lorius garrulus) — вид папугоподібних птахів родини Psittaculidae. Ендемік Індонезії.

## Поширення
Вид поширений у Північному Малуку (Індонезія). Трапляється на островах Моротаї, Рау, Хальмахера, Віді, Тернате, Бачан, Касірута, Мандіолі та Обі. Локально звичайний, але поблизу населених пунктів і насаджень зустрічається рідко.

## Опис
Папужка має розміри приблизно 30 см і важить в середньому 143 грами. Має переважно червоне оперення з зеленими крилами. Жовта пляма, більш-менш велика залежно від підвиду, позначає спину між лопатками. Інші жовті ділянки також присутні на краю крил. Дзьоб і очі яскраво-помаранчеві. Навколоочне кільце сіре. Має темно-сірі ноги.

## Спосіб життя
У дикій природі харчується пилком, нектаром, фруктами та квітами. У неволі їх годують спеціальним кормом а також дають фрукти, овочі та невелику кількість м'якого насіння. Самиця зазвичай відкладає 2 яйця. Насиджування триває 28 днів. Пташенят вигодовують обоє батьків. Більш ніж через два місяці молодняк оперяється. У віці 10–11 тижнів вони залишають гніздо.

## Підвиди
Включає три підвиди:
- L. g. flavopalliatus Salvadori 1877 — на островах Касірута, Бачан, Обі та Мандіолі;
- L. g. garrulus (Linnaeus, 1758) — на островах Хальмахера, Віді та Тернате;
- L. g. morotaianus  (van Bemmel, 1940) — на островах Моротаї та Рау.